# Trüllikon
Trüllikon é uma comuna da Suíça, situada no distrito de Andelfingen, no cantão de Zurique. Tem 9,80 km² de área e sua população em 2018 foi estimada em 1.066 habitantes.